# Prefektura Kioto
Prefektura Kioto (jap. 京都府 Kyōto-fu) – prefektura znajdująca się na wyspie Honsiu (Honshū) w regionie Kinki (Kansai) w Japonii. Jej stolicą jest miasto Kioto.

## Położenie
Prefektura Kioto graniczy z prefekturami: Fukui na północnym wschodzie, Shiga na wschodzie, Nara i Mie na południowym wschodzie, Osaka na południowym zachodzie oraz Hyōgo na zachodzie. Północne wybrzeża prefektury oblewa Morze Japońskie.
W centralnej części prefektury znajduje się płaskowyż Tamba. Największe rzeki to: Katsura, Kizu oraz Yodo, która wypływa z jeziora Biwa, przepływa przez Kioto i wpływa do zatoki Osaka. Prefektura podzielona jest na cztery regiony: Tango na północy, Tamba w środkowej części, miasto Kioto i Yamashiro na południu.

### Klimat
Północna część prefektury jest zimniejsza, występują tu większe opady śniegu niż na południu prefektury.
W prefekturze średnia temperatura w roku wynosi 5,6 °C, a średnie opady wynoszą 545 mm. Maksymalne temperatury osiągają 39,8 °C, a najniższe –9,4 °C.
Lato jest gorące i upalne, a zimy są mroźne. Pogoda w miastach różni się jednak znacznie od tej w górach i zalesionych terenach. Pora deszczowa występuje od czerwca do końca lipca.

## Historia
Przez większy czas swojej historii Kioto było imperialną stolicą Japonii. Historia miasta sięga VI w., gdy w 544 r. po raz pierwszy odbył się tam festiwal Aoi (Aoi Matsuri).
Kioto nie było jednak pierwszą stolicą Japonii. Stało się nią dopiero w 794 r., gdy cesarz Kammu przeniósł stolicę do Heian-kyō, które obecnie leży na terenie miasta Kioto. Niektóre z ulic, domów, sklepów, świątyń i chramów stoją na tych samych miejscach, co przed setkami lat.
Jednakże w 1192 r. życie polityczne zostało przeniesione do Kamakury, gdzie sioguni ustanowili władzę siogunatu, Kioto pozostawało stolicą bezsilnego cesarza i jego dworu. Władza cesarska została wzmocniona w 1333 r., lecz w trzy lata później został ustanowiony nowy siogunat w Kioto.

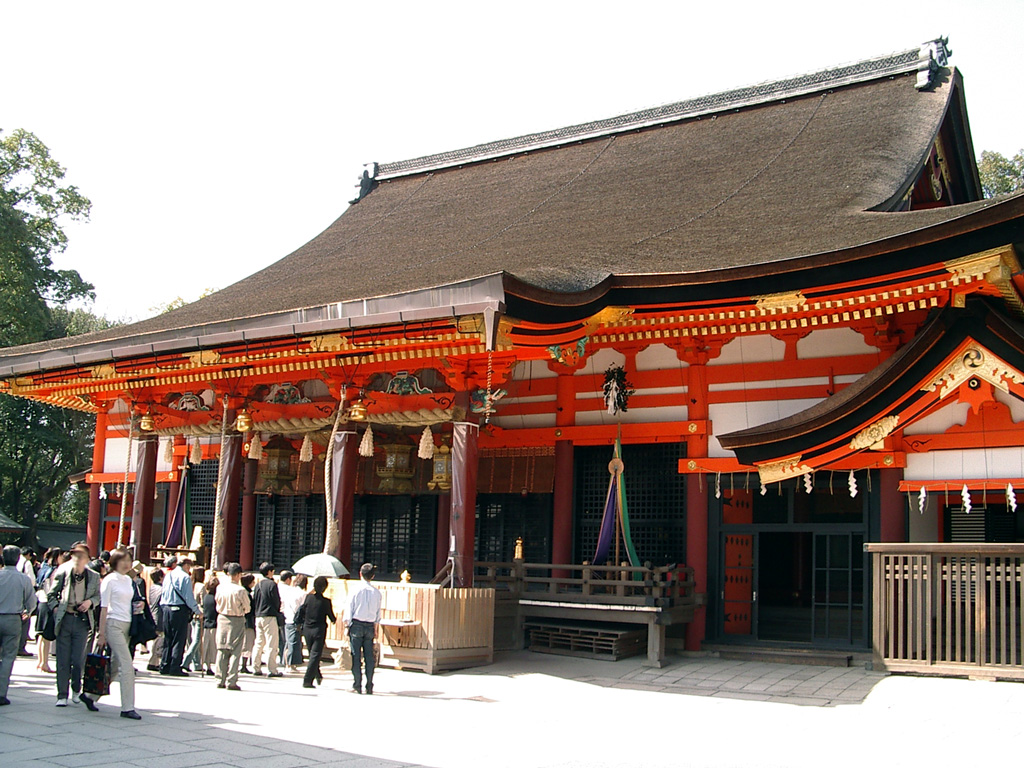
Chram Yasaka, w dzielnicy Gion, w Kioto

W 1467 r. wybuchła w Kioto wojna Ōnin i większość miasta spłonęła. Japonia pogrążyła się na długie lata w wojnach między władcami feudalnymi. Dopiero Ieyasu Tokugawa zjednoczył kraj i ustanowił nowy siogunat w Edo (obecnie Tokio) w 1603 roku.
Restauracja Meiji przywróciła władzę cesarzowi dopiero w 1868 roku. Cesarz Meiji, który był od tego czasu absolutnym suwerenem, przeniósł dwór do Tokio w następnym roku. Od tego czasu stolicą jest Tokio. Następstwem reorganizacji starego systemu prowincji japońskich, było powstanie prefektury Kioto z połączenia historycznych prowincji: Tango, Yamashiro i wschodniej części Tamba.
Mimo że wiele miast japońskich było mocno zniszczonych w czasie drugiej wojny światowej przez amerykańskie bomby, to Kioto zostało ocalone.

### Miasta
W prefekturze Kioto znajduje się piętnaście miast:

- Ayabe
- Fukuchiyama
- Jōyō
- Kameoka
- Kioto
- Kizugawa
- Kyōtanabe
- Kyōtango
- Maizuru
- Miyazu
- Mukō
- Nagaokakyō
- Nantan
- Uji
- Yawata

## Gospodarka
Miasto Kioto głównie „żyje” z turystyki. Mieszkańcy północnej części prefektury na półwyspie Tango zajmują się rybołówstwem i transportem wodnym, a środkowej części – głównie rolnictwem i gospodarką leśną.

## Kultura
Kioto było i jest do dzisiejszego dnia kulturalnym centrum Japonii. Przez blisko 1000 lat było japońską stolicą. Gdy przeniesiono stolicę do Tokio, Kioto pozostało kulturalną stolicą Japonii.

## Turystyka
Miasto Kioto jest jednym z najpopularniejszych miejsc turystycznych w Japonii. Razem z miastem Nara, Kioto jest również ulubionym miejscem wycieczek japońskich uczniów.
Niektóre z festiwali, które odbywają się w Kioto:
- Aoi Matsuri, od 544 roku,
- Gion Matsuri, od 869 roku,
- Ine Matsuri, od okresu Edo,
- Daimonji Gozan Okuribi, od 1662 roku,
- Jidai Matsuri, od 1895.

Wiele świątyń i chramów posiada własne festiwale, które są otwarte dla turystów.

## Galeria

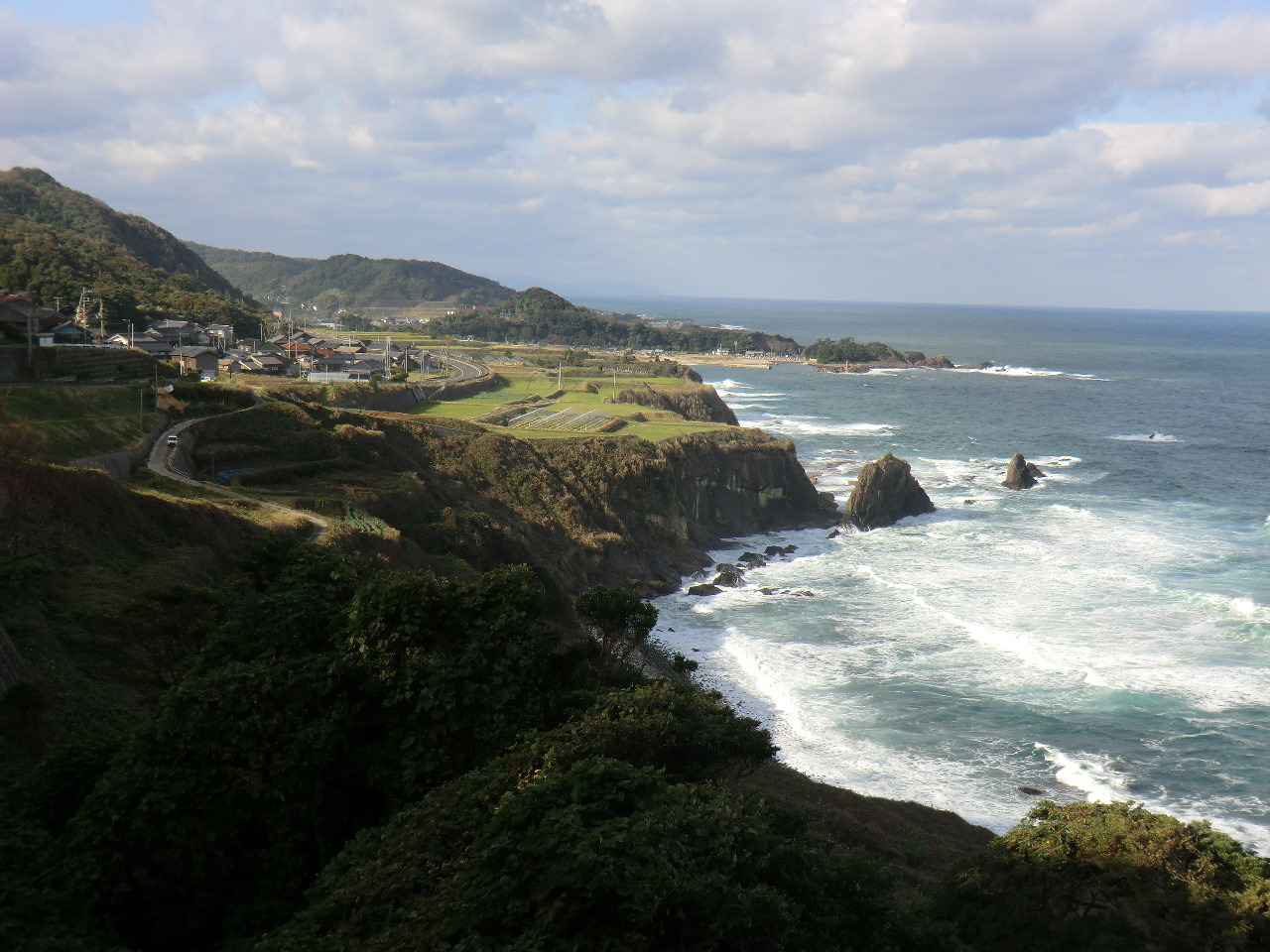
Wybrzeże miasta Kyōtango (Morze Japońskie)
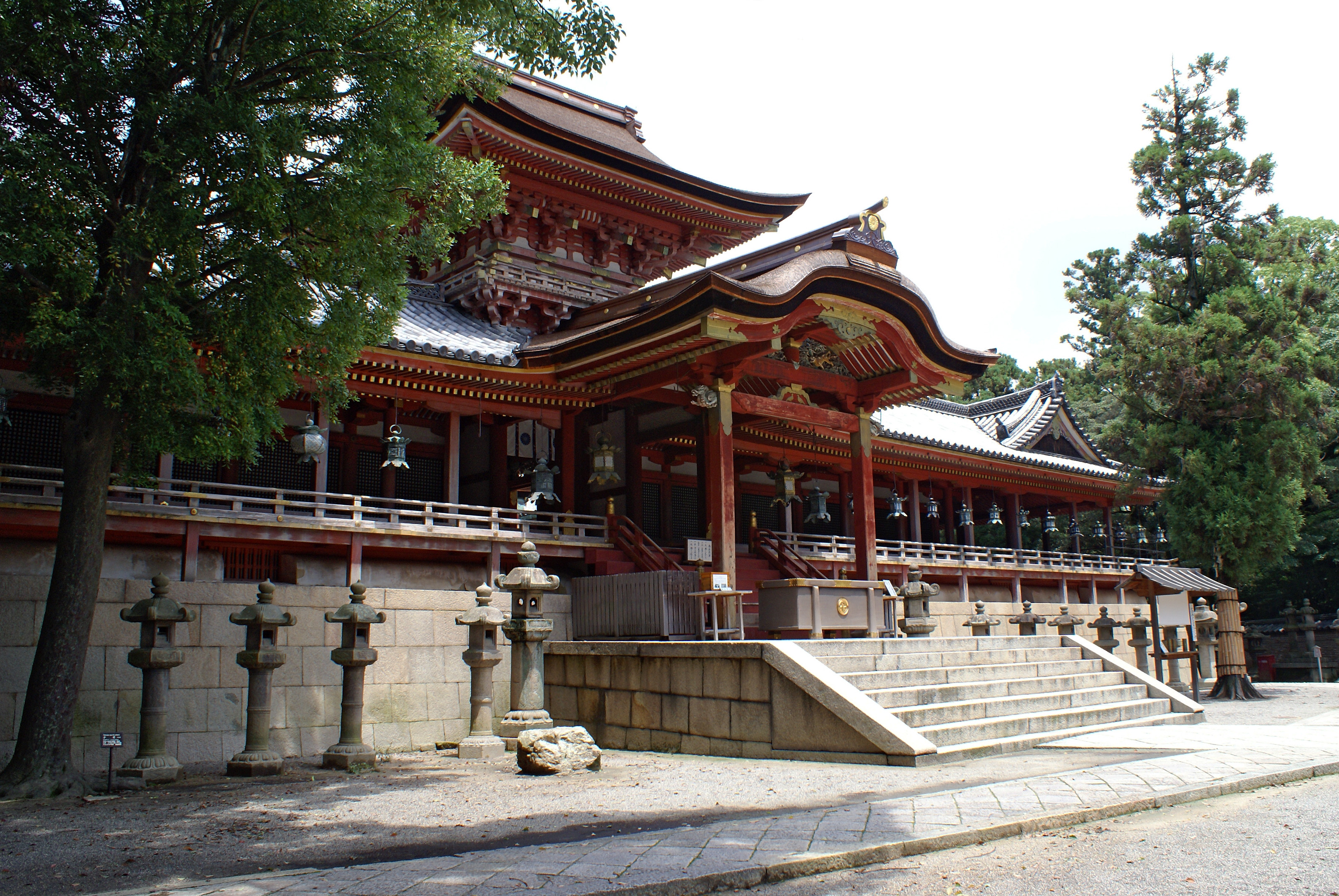
Chram Iwashimizu Hachiman-gū w mieście Yawata
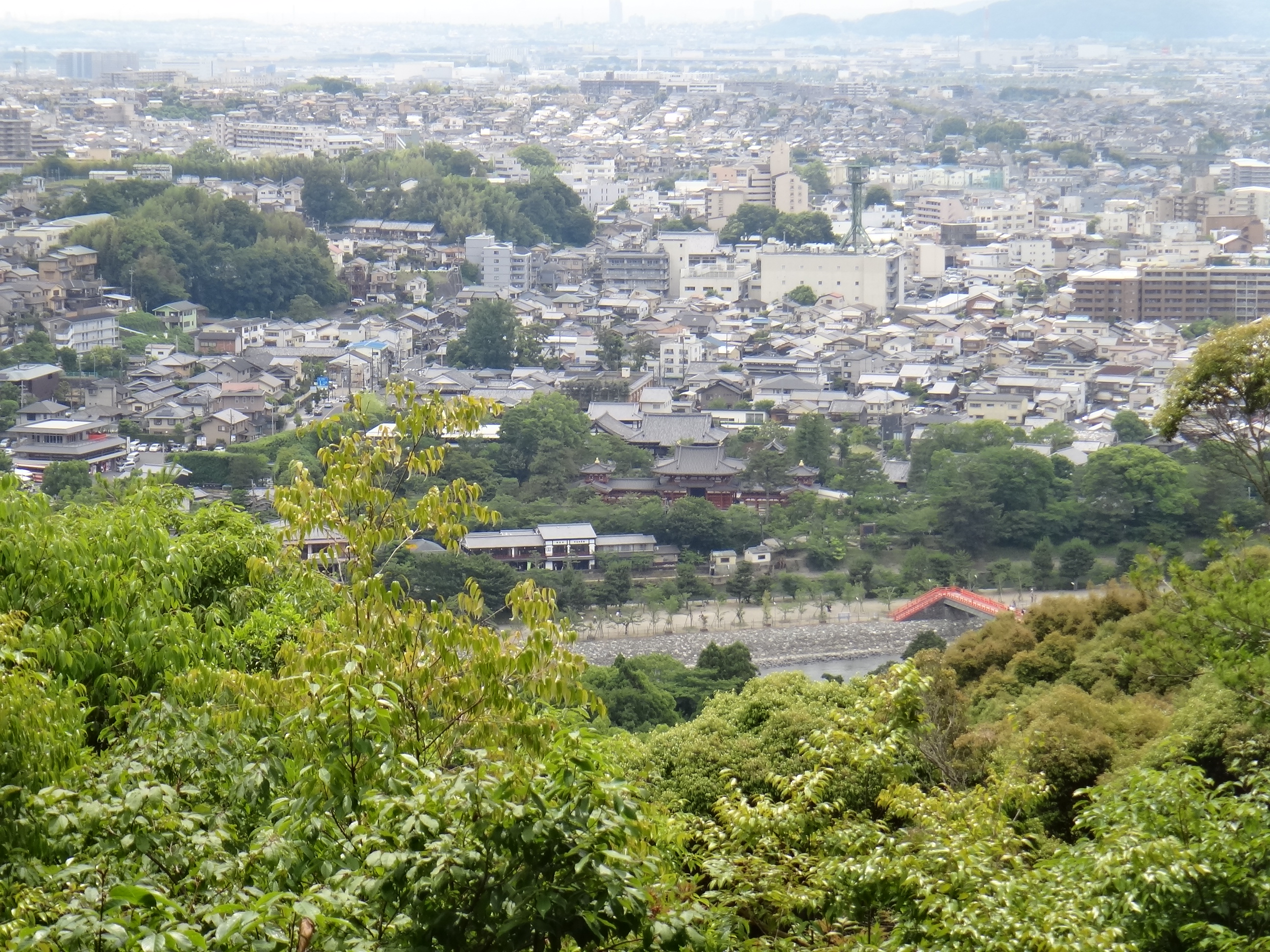
Panorama miasta Uji
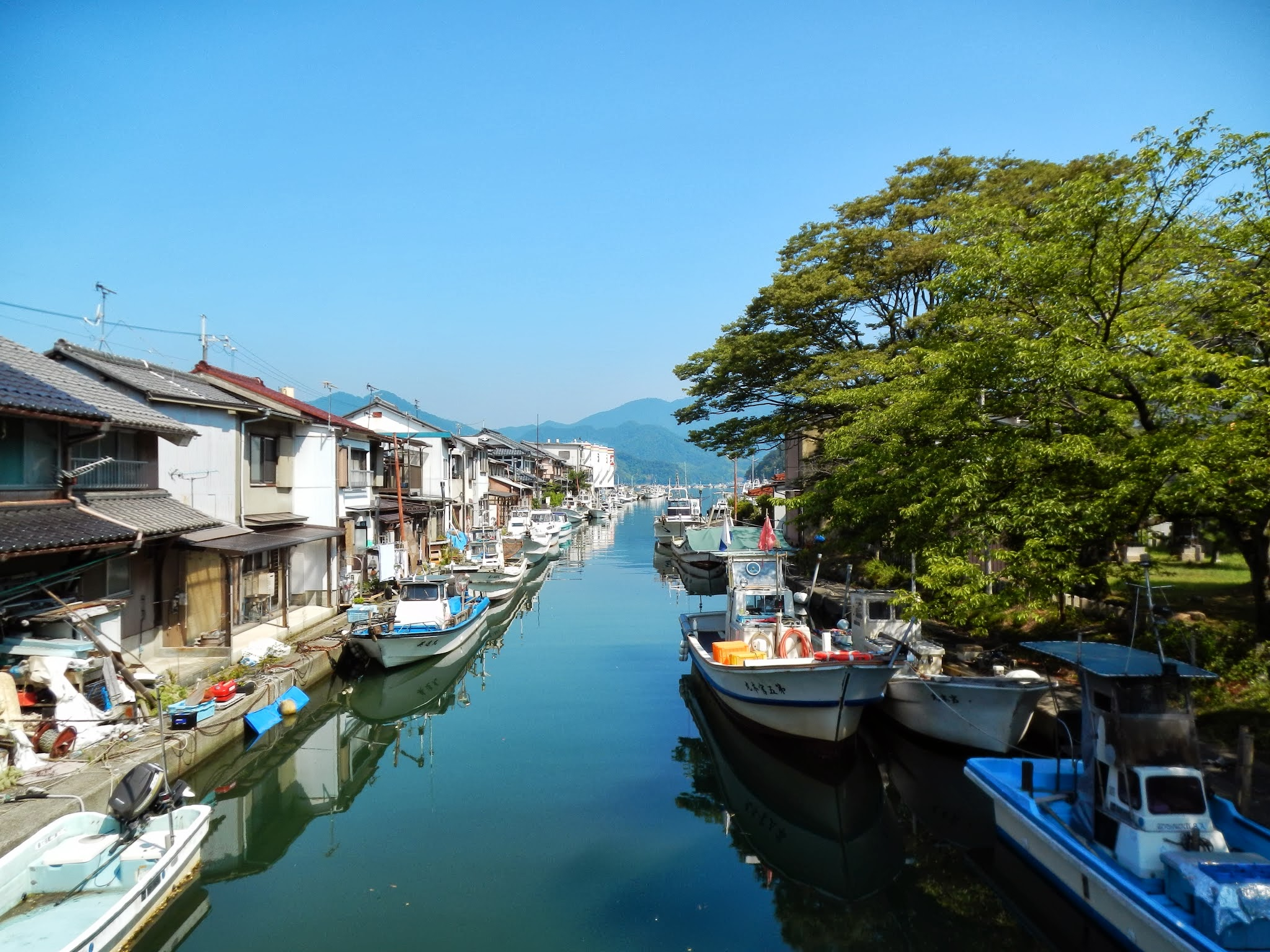
Maizuru